# Lajos Veress
Lajos Veress, madžarski general, * 1889, † 1976.